# Paul Neyron
Le rosier 'Paul Neyron' ou 'Paul Neyrou' est un rosier  obtenu en 1867 et mis au commerce le 1er novembre 1869 par le rosiériste lyonnais Antoine Levet. Son succès ne se dément pas depuis près d'un siècle et demi car il donne une fleur parmi les plus imposantes de toutes les variétés de roses. Il est issu du croisement de 'Victor Verdier' (Lacharme, 1859) et 'Anna de Diesbach' (Lacharme, 1858), et dédié à un ami de la famille Levet, 'Paul Neyrou', étudiant en médecine à Lyon qui mourra de ses blessures subies au combat pendant la guerre de 1870.

## Description
Ce rosier hybride remontant est célèbre pour la grande taille de ses fleurs très doubles (15 cm et parfois même 18 cm) ressemblant à des pivoines à 50 pétales, mais peu parfumées. Leur couleur est exceptionnelle, d'un rose aux nuances lilas, le revers des pétales ayant des reflets argentés,. Cette couleur particulière est appelée le « rose Neyrou ».
Ce rosier est une variété horticole obtenue en 1869 par Antoine Levet, issue d’un croisement de variétés ‘Victor Verdier’ et ‘Anna Diesbach’. Cette rose fut dédiée à son médecin, Paul Neyrou, en remerciement de ses bons soins
En 1873, lorsque George Brunning des pépinières Kilda négocie l'introduction de plusieurs variétés de Levet en Australie, la rose 'Paul Neyrou' se transforme malencontreusement  en 'Paul Neyron', peut-être plus pratique à prononcer pour les anglophones, et probablement du aux caractères d'imprimerie de l'époque. Le rosier 'Paul Neyron' rayonne donc sous son nouveau nom en Australie, puis aux USA où elle a servi de parents à plusieurs nouveaux hybrides.
Faute de moyen, et ne pensant pas à l'époque que le succès de ses roses irait si loin, Antoine Levet ne fit jamais corriger le nom de sa variété. Paul Neyrou fils, conscient de cette erreur, tenta de faire rectifier le nom de la rose créée en l'honneur de son père. Son projet fut malheureusement interrompu par son appel au front, où il perdit la vie en 1918, emportant avec lui un peu d'Histoire. Son propre nom fut même écorché sur sa pierre tombale de soldat, jusqu'en 2022, où son arrière-arrière-petit-fils fit les démarches pour corriger Paul Neyron en Paul Neyrou.
Source: Jérémy Neyrou, arrière-arrière-arrière-petit-fils de Paul Neyrou père (1822-1884)
Son buisson érigé, aux branches peu épineuses et au feuillage vert brillant, peut s'élever à 200 cm s'il est palissé et s'étale à 120 cm. Sa floraison est remontante : à la mi-juin, puis en septembre-octobre. Il donne de magnifiques fleurs à couper aux tiges et pédoncules solides tenant bien dans des vases. Il est vigoureux et résistant aux hivers rigoureux (4b à 9b).
Ce rosier a joui d'une popularité exceptionnelle dans tous les catalogues internationaux jusqu'au milieu du XXe siècle. Il est toujours présent en bonne place pour le bonheur des amateurs de roses à l'ancienne,. En son temps, 'Paul Neyron' ou 'Paul Neyrou'  obtint de nombreuses médailles (comme la médaille d'or de la Société centrale d'horticulture de France à Paris) et Victor Étienne Gautreau ne manqua pas de l'exposer et de la diffuser, ainsi que de nombreux importateurs à l'étranger. L'écrivain russe Anton Tchekhov la fit planter dans le jardin de sa villa de Yalta en Crimée. Le Journal des roses écrivit à son propos en 1877 : « L'une des plus grandes et des plus glorieuses conquêtes des rosiéristes français est assurément l'obtention de la majestueuse rose 'Paul Neyron' ou 'Paul Neyrou' qui dépasse tout ce que les semeurs de l'univers ont pu produire jusqu'à ce jour dans le genre rosier. ».
On peut admirer 'Paul Neyron' ou 'Paul Neyrou' dans de nombreuses roseraies du monde et en particulier à la roseraie du Val-de-Marne à L'Haÿ-les-Roses.
Antoine Levet a créé aussi une rose saumon aux nuances jaunes baptisée 'Souvenir de Paul Neyrou' (1871).

## Descendance
Parmi ses descendants, l'on peut distinguer : 'Ulrich Brunner' (Levet, 1881) ou 'Madame Joseph Bonnaire' (Bonnaire, 1891).